# Saxifraga octopetala
Saxifraga octopetala är en stenbräckeväxtart som beskrevs av Takenoshin Nakai. Saxifraga octopetala ingår i Bräckesläktet som ingår i familjen stenbräckeväxter. Inga underarter finns listade i Catalogue of Life.